# 龙门洞
龍門洞（：／ Yongmun dong */?）是位於韓國首爾龙山区的行政洞与法定洞，位于龙山区西部。

## 概况
龍門洞于1946年建立，这里在每年的4月1日和10月17日都有重大的庆祝活动，其东部在过去拥有较大的桃园种植区。

## 下辖法定洞
- 龍門洞
- 桃园洞